# Nuta James
Nuta Bartlett James (Alegrete, 8 de maio de 1885 — Rio de Janeiro, 6 de abril de 1976), ou Benevenuta Monteiro James, foi uma revolucionária e feminista brasileira.

## Vida
Quando Nuta Bartlett James nasceu, na zona fronteiriça do Uruguai e Argentina, o segundo Império Brasileiro vivia seus últimos dias, com duas campanhas populares nas ruas empolgando o povo e as forças armadas: as da abolição e da república.
Nuta James era neta dos barões de São Borja. Seu avô paterno, Victorino José Carneiro Monteiro, o Barão de São Borja, por exemplo, era um valente militar, que, embora nascido no Recife, participou de campanhas memoráveis como a do Uruguai e, por fim, a do Paraguai, tendo antes combatido em Pernambuco, em Panelas, Miranda e Jacuípe.
Era filha de Victorino Ribeiro Carneiro Monteiro, que representou sua terra natal, o Rio Grande do Sul, na Assembléia Constituinte Republicana, em 1891.
Educada no Colégio Sion, de Petrópolis, Nuta James contraiu matrimônio em 1911 com o jovem Bartlett George James (de quem herdou o sobrenome), de origem inglesa, e eleito deputado federal pelo então Distrito Federal.
O casal integrou-se de corpo e alma à campanha de Nilo Peçanha à Presidência da República. Com a derrota de Nilo Peçanha ante à máquina de corrupção do governo, a casa dos Bartlett James em Todos os Santos transformou-se num foco de resistência à prepotência do governo de Epitácio Pessoa, culminando com o levante dos 18 do Forte e da Escola Militar de Realengo, ambos sufocados. O marido foi levado preso para a Ilha Rasa, onde ficou incomunicável e a polícia do célebre Marechal Fontoura, já no governo de Arthur Bernardes, tentou invadir sua casa, a pretexto de encontrar bombas. Dona Nuta Bartlett James reagiu à bala, sendo levada para a casa de detenção, onde ficou dois meses e meio encarcerada, enquanto o marido permaneceu preso por 26 meses.
Devotada à reforma social do Brasil pelas armas, participou do movimento revolucionário de São Paulo, em 1924, sob a chefia do velho general Isidoro Dias Lopes. Entre 1922 a 1930, Dona Nuta Bartlett James participou de várias conspirações. Mais uma vez o marido foi preso às vésperas da Revolução de 1930, com a qual estava fortemente comprometido. O antigo deputado federal foi levado preso para a casa de detenção em companhia de um filho menor.
Com a capitulação do Governo Washington Luis, a 24 de outubro de 1930, Dona Nuta Bartlett James dirigiu-se sozinha à casa de detenção para libertar o esposo e o filho e, ante o sumiço do diretor do presídio, o casal assumiu a direção da penitenciária, evitando a fuga dos presos comuns.
Durante algum tempo prestigiou o governo provisório de Getúlio Vargas, porém, quando estourou o Movimento Constitucionalista em 1932, aderiu à revolução paulista. Vitorioso o governo, Getúlio Vargas encontrou as portas abertas para implantar o Estado Novo, em 1937, e nunca mais o casal manteve relações políticas com Getúlio.
Viúva em 1939, iniciou uma verdadeira via-crucis para completar a educação dos nove filhos, conseguindo encaminhá-los à sociedade. Só em 1954, com a redemocratização do país, Dona Nuta voltou ao cenário político, participando da fundação da União Democrática Nacional,  com outros aliados políticos pela qual concorreu a uma cadeira na Camara Federal, mas não se elegeu, principalmente devido a uma campanha desencadeada pela Igreja Católica, rotulando-a de comunista, por suas relações com Luís Carlos Prestes e outros comunistas como Arcelina Mochel.
Sempre na primeira linha das campanhas udenistas, lutou por Eduardo Gomes, Juarez Távora e Jânio Quadros. Foi um dos soldados da batalha de "O Petróleo É Nosso", cujos comícios, com a presença de Dona Nuta Bartlett James, acabavam sempre dissolvidos à pata de cavalo pela polícia. Pelo seu entusiasmo, foi eleita para o diretório nacional da UDN. Participou ativamente das campanhas de 1945, que derrubou Getúlio Vargas, e de 1964, por ser contrária à situação em que o país se encontrava e que culminou com a vitória do movimento militar, mas desencantou-se com o rumo tomado pelo movimento e se afastou da política.
Sua última presença na vida política foi em 1974, quando defendeu a eleição de seu filho Victorino James, eleito por grande maioria dos votos.
Faleceu a 6 de abril de 1976, em plena lucidez.

## Homenagens
- Colégio Estadual Nuta Bartlett James, no município de Nilópolis, no estado do Rio de Janeiro.
- Avenida Nuta James, situada no bairro da Barra da Tijuca, próxima a Avenida Armando Lombardi, cidade do Rio de Janeiro.
- Rua Benevenuta Bartlet James, situada no centro de Florianópolis, Santa Catarina.
- Terminal Rodoviário Nuta James, situado junto à Estação Jardim Oceânico do BRT, na cidade do Rio de Janeiro.